# Фріпорт (Каліфорнія)
Фріпорт (англ. Freeport) — переписна місцевість (CDP) в США, в окрузі Сакраменто штату Каліфорнія. Населення — 58 осіб (2020).

## Географія
Фріпорт розташований за координатами 38°27′46″ пн. ш. 121°30′8″ зх. д. / 38.46278° пн. ш. 121.50222° зх. д. (38.462765, -121.502216).  За даними Бюро перепису населення США в 2010 році переписна місцевість мала площу 0,12 км², уся площа — суходіл. В 2017 році площа становила 0,13 км², уся площа — суходіл.

## Демографія
Згідно з переписом 2010 року, у переписній місцевості мешкало 38 осіб у 21 домогосподарстві у складі 8 родин. Густота населення становила 330 осіб/км².  Було 25 помешкань (217/км²).
Расовий склад населення:
| - 89,5 % — білих - 5,3 % — азіатів - 2,6 % — осіб інших рас |

До двох чи більше рас належало 2,6 %. Частка іспаномовних становила 15,8 % від усіх жителів.
За віковим діапазоном населення розподілялося таким чином: 5,3 % — особи молодші 18 років, 68,4 % — особи у віці 18—64 років, 26,3 % — особи у віці 65 років та старші. Медіана віку мешканця становила 56,5 року. На 100 осіб жіночої статі у переписній місцевості припадало 216,7 чоловіків;  на 100 жінок у віці від 18 років та старших — 200,0 чоловіків також старших 18 років.
Цивільне працевлаштоване населення становило 9 осіб. Основні галузі зайнятості: транспорт — 100,0 %.